# Ptilocolepus atiloma
Ptilocolepus atiloma is een schietmot uit de familie Ptilocolepidae. De soort komt voor in het Oriëntaals gebied.